# Liliane Mandema
Liliane Mandema (Den Haag, 12 februari 1959 - aldaar, 22 juni 2020) was een Nederlandse atlete. Ze specialiseerde zich op 200 en 400 m, waarop ze eind jaren zeventig en begin jaren tachtig enkele malen Nederlands kampioene werd. 

## Loopbaan
Op achttienjarige leeftijd maakte Mandema deel uit van het clubteam van Olympia '48, dat in 1977 het Nederlands record voor clubteams op de 4 x 400 m estafette vaststelde op 3.43,1. Hetzelfde viertal verbeterde dit record een jaar later tot 3.41,4. Deze tijd is sindsdien nooit meer verbeterd.
Na haar atletiekcarrière werd Mandema fysiotherapeut. Ze behandelde hierbij veel atleten. Ook organiseerde zij diverse atletiekactiviteiten. Hiervoor ontving ze in mei 2020 de Sportpenning van de gemeente Den Haag.
Liliane Mandema overleed op 61-jarige leeftijd aan de gevolgen van kanker.

## Nederlandse kampioenschappen
Outdoor
| Onderdeel | Jaar |
| --------- | ---- |
| 400 m     | 1982 |

## Persoonlijke records
| Onderdeel | Prestatie   | Datum            | Plaats   |
| --------- | ----------- | ---------------- | -------- |
| 100 m     | 12,10 s     | 5 juli 1987      | Breda    |
| 200 m     | 23,7 s (HT) | 2 juni 1979      | Lage     |
| 400 m     | 54,05 s     | 11 augustus 1979 | Nijmegen |
| 800 m     | 2.10,0      | 4 juni 1982      | Den Haag |

## Palmares

### 200 m
- 1981: 4e NK - 24,61 s
- 1982:  NK indoor - 25,33 s

### 400 m
- 1977: 4e NK - 55,37 s
- 1978:  NK - 54,91 s
- 1979:  NK - 54,05 s
- 1981:  NK - 54,05 s
- 1982:  NK - 54,84 s

## Onderscheidingen
- Sportpenning van de gemeente Den Haag - 2020